# Náttfari
Náttfari (del nórdico antiguo: caminante nocturno) fue uno de los acompañantes del explorador Gardar Svavarsson en el periodo de la colonización de Islandia en el siglo IX. En Landnámabók se menciona su origen sueco de nacimiento. La versión de Hauksbók cita que era un thrall (esclavo, de posible origen celta, aunque no hay prueba de ello) y se considera una afirmación que no concuerda con otros escritos sobre los asentamientos que reivindican su figura como un hombre nacido libre.
Garðar Svavarson pasó su primer invierno en Húsavík y las crónicas contemporáneas citan:
«En la primavera, cuando estaba listo para zarpar, apareció un hombre llamado Náttfari en un barco, y esclavos, hombre y mujer.»
Uno de los aspectos que las teorías rechazan su estado como esclavo es que tomó la propiedad de Reykjardal, «...y tomando su valle allá donde había marcado la madera», en clara referencia a la costumbre de lanzar por la borda los pilares de un caudillo (Öndvegissúlur) y asentarse en el lugar donde llegaban a la orilla desde alta mar. Sin embargo, cuando más tarde llegó Eyvindur Þorsteinsson, le expulsó y desplazó hasta Náttfaravíkur, plaza que lleva su nombre, en Skjálfandaflói al oeste, donde permitió que se quedase cuando posiblemente ya era anciano. 
Según Landnámabók, Náttfari se unió al grupo de Garðar que recorría Islandia, para más tarde separarse, llevándose consigo a un esclavo y una esclava para fundar un asentamiento en Náttfaravíkur. Esta se considera la interpretación más verosímil.
Náttfari también aparece citado al inicio de la saga de Reykdæla ok Víga-Skútu:
«Náttfari siguió el camino de Garðar, había adquirido Reykjadalur marcado por la madera [Öndvegissúlur] en toda su extensión; cuando Eyvind lo encontró, él dio a elegir, o tener Náttfaravík, o nada en absoluto. Náttfari fue allí.»